# Charles Judels
Charles Judels (Amsterdam, 17 augustus 1882 - San Francisco, 14 februari 1969) was een Nederlands-Amerikaanse toneel- en filmacteur, zanger en regisseur. Hij speelde voornamelijk bijrollen en werd bekend door zijn vertolkingen van Zuid-Europese personages met een grappig Engels accent. Verder deed hij vele stemmen voor animatiefilms zoals bijvoorbeeld Pinokkio uit 1940.
Op tienjarige leeftijd kwam hij in New York terecht waar hij zich ontwikkelde tot komiek. In 1902 debuteerde hij op Broadway. In 1915 maakte hij zijn filmdebuut in een productie van de New Yorkse filmpionier George Kleine, maar hij bleef voornamelijk op het toneel actief. Vanaf 1923 kreeg hij filmrollen bij Cosmopolitan Pictures, een in New York gevestigde productiemaatschappij van mediatycoon William Randolph Hearst. Toen Hearst in 1923 het hele bedrijf naar Hollywood verhuisde verhuisde Judels mee, hoewel hij daarnaast nog tot 1929 op Broadway actief bleef. In 1934 werd Cosmopolitan overgenomen door Metro-Goldwyn-Mayer. In totaal zou Judels in 144 films meespelen. Hij was een kleinzoon van de in Nederland zeer bekende Amsterdamse violist, komiek en acteur Nathan Judels (17 maart 1815-15 mei 1903).
- Gemeinsame Normdatei: 1231690259
- International Standard Name Identifier: 0000 0000 4628 6906
- Library of Congress Control Number: no2007114442
- Nationale Bibliotheek van Israël: 987009747803005171
- SNAC: w61n8qh4
- Système universitaire de documentation: 26029232X
- Virtual International Authority File: 36706110
- WorldCat: E39PBJkMPwCK9MCRwTY8fgXw4q